# Robert du Parc
Robert du Parc, također poznat kao grof Robert du Parc-Locmaria (Celovac, 27. travnja 1889. –  Mérano, 22. rujna 1979.) bio je francuski i talijanski slikar. Slikar iz Južnog Tirola, crtač, grafički dizajner i kipar, pripada pokretu kasnoga simbolizma. Kao samouk, smatra se jednim od najvažnijih južnotirolskih vizualnih umjetnika.

## Biografija
Du Parc je sin grofa Camillea du Parc-Locmaria i grofice Anne, rođene von Bocholtz-Asseburg, udovice Wolff-Metternicha.Odrastao je u dvorcu Rubein u Meranu, danas u Italiji. Obitelj Parc-Locmaria jedna je od najstarijih bretonsko-francuskih plemićkih obitelji. Robert du Parc vrlo se rano počeo zanimati za slikarstvo i crtanje te umjetnost i glazbu. Usko je povezan s Meraner Künstlerbund osnovanim 1906., gdje su Leo Putz, Eduard Thöny, Franz Defregger, Thomas Riss i Orazio Gaigher okupili utjecaje koje su prikupili tijekom njihova studijska putovanja o europskoj umjetnosti. Godine 1927. du Parc je otišao na studijsko putovanje u Francusku, gdje su ga se vrlo dojmila djela Paula Cézannea. Ostala putovanja odvela su ga u Italiju, gdje se u Firenci usavršavao kao violinist. Od tada je du Parc slikao u svom studiju u tornju dvorca Rubein, gdje su ga posjećivali umjetnici poput slikara Hansa Weber-Tyrola, dirigenta Gilberta Grafa Gravine i pripovjedača Fritza von Herzmanovsky-Orlanda.

## Životopis
Du Parc je jedan od glavnih predstavnika kasnog simbolista i južnotirolskog pejzažnog slikarstva, koji se je odvojio od dominantnog akademskog slikarstva i naturalizma. Osam varijanti Bijeli paunovi među najvažnijim su umjetnikovim djelima. Motiv slike vjerojatno je ne samo umjetnikov najpoznatiji, već ima vrlo raznolik i trajan utjecaj, čiju duboku simboličku mističnost analiziraju različiti autori.